# Reinhold Mathy
Reinhold Mathy (født 12. april 1962 i Memmingen, Vesttyskland) er en tysk tidligere fodboldspiller (angriber).
Mathy startede sin karriere hos Bayern München, hvor han spillede i syv sæsoner. Her var han med til at vinde fire Bundesliga-titler og tre udgaver af DFB-Pokalen. Han var også en del af holdet der nåede Mesterholdenes Europa Cup finale 1982, som Bayern dog tabte til Aston Villa fra England. Mathy startede kampen på banen, men blev udskiftet kort inde i anden halveg.
Senere i karrieren spillede Mathy også for Bayer Uerdingen, FC Wettingen og Hannover 96.

## Titler
Bundesligaen
- 1981, 1985, 1986 og 1987 med Bayern München

DFB-Pokal
- 1982, 1984 og 1986 med Bayern München